# Ridleia oviformis
Ridleia oviformis är en svampdjursart som beskrevs av Arthur Dendy 1888. Ridleia oviformis ingår i släktet Ridleia och familjen Polymastiidae. Inga underarter finns listade i Catalogue of Life.